# سانشا (جشن)

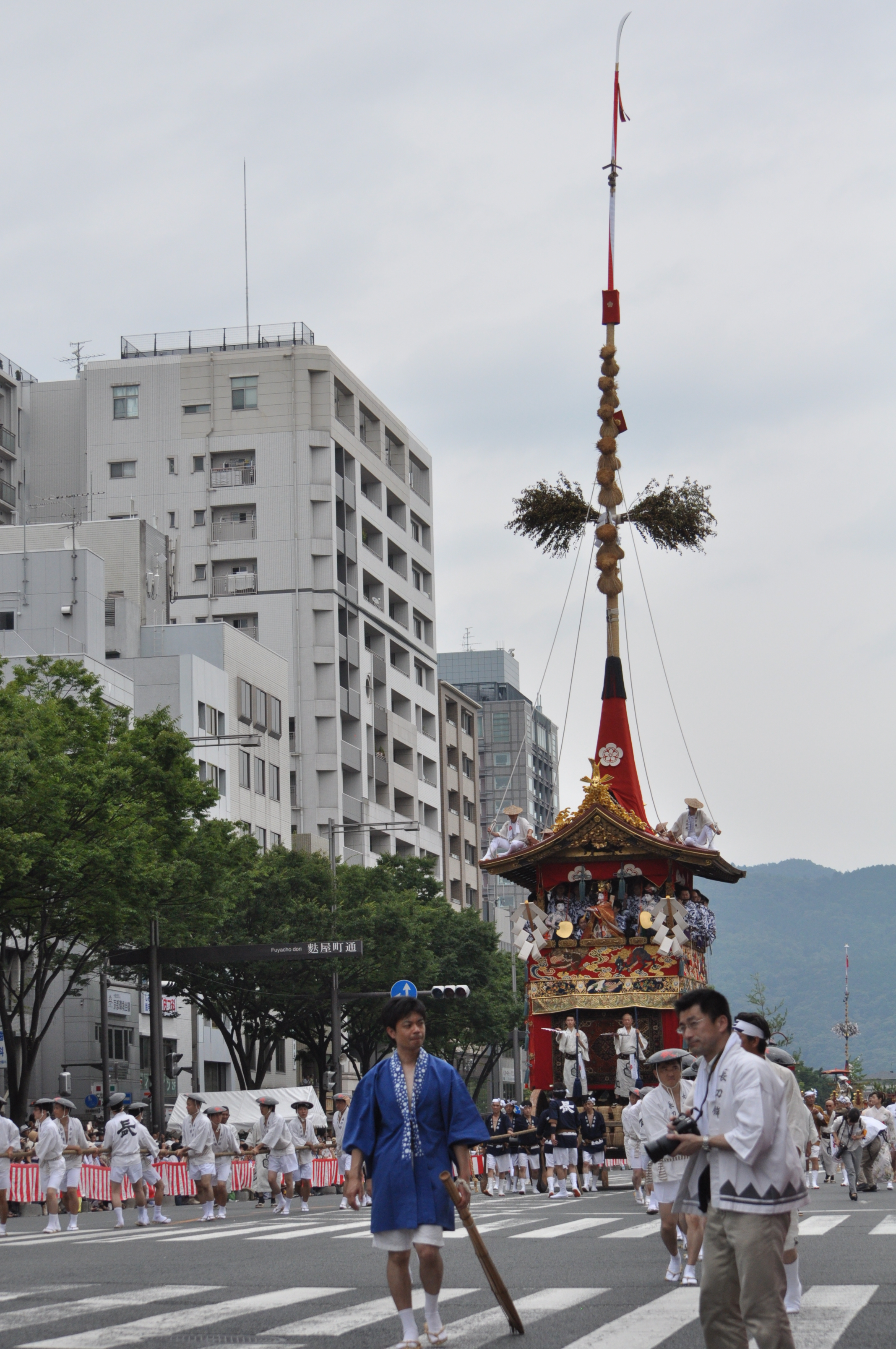
هوکو شمشیر بلند گیون ماتسوری، یکی از سه هوکو بزرگ ژاپن، در ۱۷ ژوئیه ۲۰۱۷ عکس گرفته شده‌است.

سانشا، داشی (به ژاپنی: 山車, dashi or sansha) یک اصطلاح کلی برای شناوری است که در طول یک جشنواره‌های ژاپن در ژاپن کشیده یا حمل می‌شود. آنها اغلب به زیبایی با گل و عروسک تزئین می‌شوند. به سادگی یاتای (yatai). در رویدادهایی مانند شینکو سای، این شناورها گاهی در شهر رژه می‌روند.